# (20533) Irmabonham
(20533) Irmabonham (1999 RO72) – planetoida z pasa głównego asteroid okrążająca Słońce w ciągu 5 lat w średniej odległości 2,92 j.a. Odkryta 7 września 1999 roku.